# Гужовий транспорт
Гужови́й тра́нспорт — вид дорожнього (безрейкового) транспорту, як вантажного, так і пасажирського, в якому транспортні засоби (вози) приводяться до руху тваринами. Як тяглові тварини використовуються коні, воли, буйволи, віслюки, мули, собаки, олені та ін. Назва пов'язана зі словом «гуж» — ремінь для з'єднання хомута з голоблями; існує також прислівник «гужем», тобто «гужовим транспортом».
У тому випадку, коли вантаж закріплюється на тварині, говорять про в'ючний транспорт, який вважається окремим видом транспорту.
Згідно з Віденською конвенцією про дорожні знаки та сигнали, знак  забороняє рух гужового та в'ючного транспорту на цій дорозі.

## Історія
Гужовий транспорт з'явився практично одночасно з колесом. До того, як широке поширення отримав залізничний транспорт (середина XIX століття), він був основним видом сухопутного транспорту. Гужовий транспорт залишався достатньо важливим видом транспорту до Другої світової війни, після чого він був витіснений більш сучасними, моторизованими видами транспорту.
У північних регіонах Росії аж до середини 60-х років замість оленів та коней широко використовувалися їздові собаки. Собачими упряжками користувалися не лише місцеві жителі, але і всі державні служби, включаючи прикордонні війська, поштову службу та наукові експедиції.
На початку XXI століття гужовий транспорт використовується практично лише в сільській місцевості для коротких перевезень людей та вантажів. У багатьох туристичних містах кінні екіпажі використовуються для катання туристів.

Водночас в деяких розвиткових країнах роль гужового транспорту вища ніж у інших.

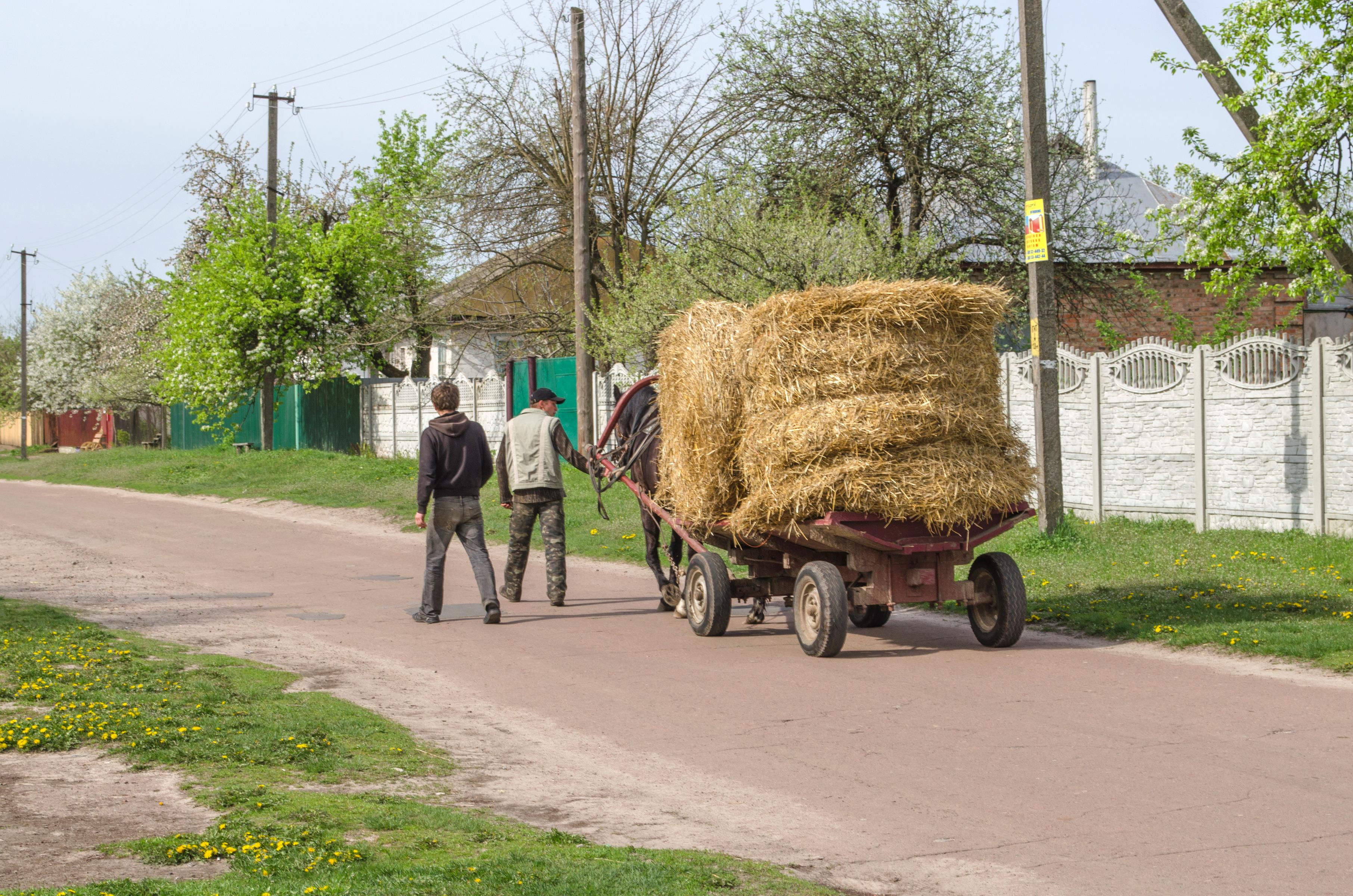
Гужовий транспорт
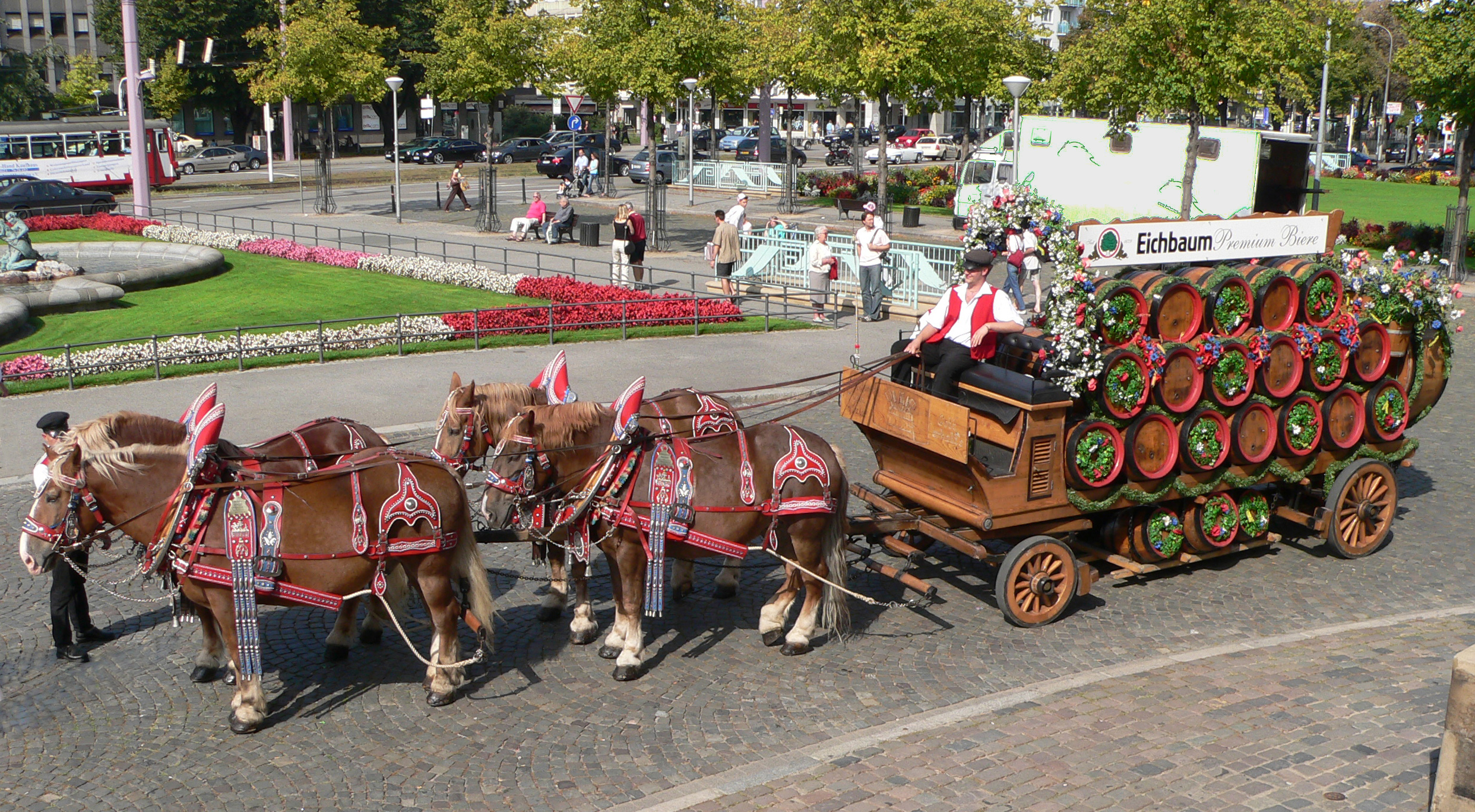
Повіз для перевезення пива, Німеччина
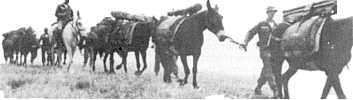
Використання в'ючних тварин (мулів) ЗС США, 1942 — 46 року.]]
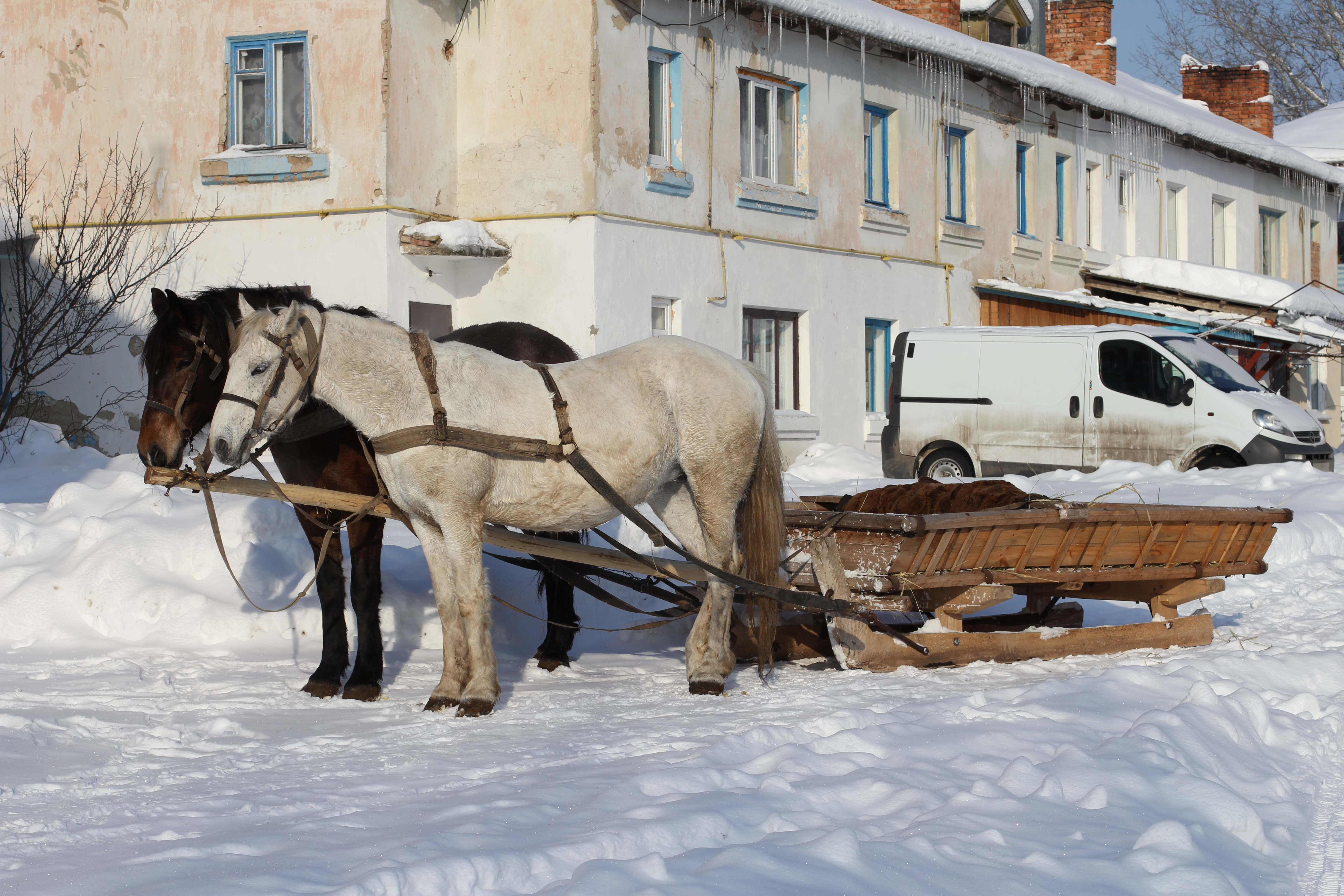
Кінські сани